# Axel Stensson (Leijonhufvud)
Axel Stensson (Leijonhufvud) var greve, svenskt riksråd, ståthållare över Finland, lagman, och senare ståthållare i Västergötland. Han föddes i Jönköping 11 februari 1554 som son till Sten Eriksson Leijonhufvud och Ebba Månsdotter (Lilliehöök), och dog före 17 september 1619 i Tyskland, troligen i Rossheim. Han var greve till Raseborg och Bjärke, friherre till Gräfsnäs och Kägleholm, herre till Upplo, Rosheim i Elsass samt Raville i Luxemburg. Hans barn antog namnet Lewenhaupt.

## Biografi
Av tacksamhet för faderns tjänster tog Johan III Axel Stensson under speciell omvårdnad. Han blev student vid Brandenburgische Universität Frankfurt i Frankfurt an der Oder 1571 och Universitetet i Padua 22 februari 1572. 1576 blev han häradshövding i Oppunda härad i Södermanland. 1580 blev han riddare och erhöll samma år Stenerud och fem andra av hertig Karls gårdar i Västergötland i förläning.
I september 1581 anställdes Axel Stensson av kungen med lika lön som rådsherrarna.
1585 upphöjdes han till greve, och fick till grevevapen en fyrdelad sköld, uti första och fjärde halvt förgyllda och halvt försilvrade fältet ett lejon, vars övre del var röd i det förgyllda och nedre del blå i det försilvrade fältet, hållande i ramen en svart orm samt uti andra och tredje blå fältet en gyllene leopard med svarta spräcklor samt mittpå skölden stamvapnet tre lejonhuvuden i blått fält, ovanpå skölden en grevekrona och däröver tvenne öppna tornerhjälmar med ett rött lejon utur en krona på den främre, och på den andra en leopard samt hjälmtäcket guld, silver, blått och rött.
11 maj 1585 gavs han Raseborgs grevskap och fick samma år Bjärke härad i förläning.
1586 blev han riksråd.
1587 blev han ståthållare över hela Finland, med undantag av Karelen, där han genom grymhet och utpressningar mot allmogen gjorde sig ett mindre hedrat namn.
Han förlänades samtidigt Bjärke härad med Långareds socken och Raseborgs grevskap.
1589 blev Axel Stensson lagman över Norrfinne lagsaga och var legat för Sverige i samband med underskrivandet av freden i Narva med Ryssland.
Han kom senare på kant med Johan III, dömdes 1589 att fråntas sina ämbeten, vilka han dock återfick i november 1590 men blev först vid konungens dödsbädd försonad med honom. 1595 fick han årliga räntan från Barne härad som rådsherrelön och fick samma år Jönköpings stad och fyra härader i Småland som pant för en innestående skuld hos staten.
Han var först vän med hertig Karl, men blev efter Johan III:s död sympatisör för Sigismund och försökte skapa ett uppror i Västergötland. När detta misslyckades flydde han till Polen och strävade efter att öka Sigismunds misstro mot hertig Karl.
Efter att ha brutit med Sigismund närmade han sig återigen hertig Karl och var det enda riksråd som bevistade riksdagen i Arboga 1597 och stod på hertigens sida vid brytningen mellan honom och Sigismund och avsattes därför från riksråds och regemetsrådsämbetena.
Han belönades istället med att i Västergötland 1597 få bli lagman och 1598 ståthållare över landskapet och befälhavare över alla trupper där. 1599 gavs han Orroholmen och Etaks gårdar samt Vartofta och Laske härader som förläning till dess han kunde återfå sitt av Sigismunds trupper kontrollerade grevskap. Vid riksdagen i Linköping tillhörde han även domstolen över de anklagade riksråden.
Då han som ståthållare i Västergötland var för självständig gav Karl IX order om hans fängslande, men varskodd om faran lyckades han undkomma till Tyskland, där han i Elsass genom sitt giftermål kommit i besittning av åtskilliga egendomar.
Han bosatte sig först på sitt gods Rosheim och erhöll 1602 Gressweiler som förläning. 1609 köpte han för 31 000 floriner den del av godset Raville, som tillhört hustruns bror Tomas zu Criechingen.
Han utgav flera smädeskrifter mot hertig Karl, vilket hade till följd att Raseborgs grevskap 1600 fråntogs honom och gavs åt hans bror Mauritz Stensson Leijonhufvud. Efter Karl IX:s död återvände han 1613 till Sverige utan tillstånd, men visade snart prov på sitt gamla lynne genom våldsam behandling av sina underhavande och var tvungen att fly till Norge.
Han dog i Tyskland 1619 eller möjligen på 1620-talet.

## Familj
Axel Stensson var gift 1579 med Sidonia von Daun, grevinna av Falkenstein. Hans efterkommande antog namnet Lewenhaupt.
1. Ebba, född 1580-06-00 på Gräfsnäs, död på Gräfsnäs 1580-06-00.
2. Maria, född 1581-08-06 på Gripsholm, död 1581.
3. Sten, född 1582 på Gräfsnäs, döpt på Gräfsnäs 1583-02-00, död späd.
4. Johan Casimir, född 1583. Guvernör. Död 1634.
5. Ludvig, född 1584-11-29 på Gräfsnäs, död ung.
6. Sten, född 1586, död 1645.